# 石川ブルースパークス
石川ブルースパークス（いしかわブルースパークス、英: Ishikawa Blue Sparks）は、石川県金沢市を拠点とするバスケットボールチーム。かつてはNPO法人石川籠球クラブが運営しJBL2に所属していた。一度活動休止をした後再開し、現在は男子東海・北信越SB-2リーグに参加している。

## 歴史

### 北陸電力
1990年に北陸電力バスケットボール部「ブルースパークス」として創部。チーム名は冬の北陸の特色でもある稲妻に、「閃光のように素早く、見る人をひきつける」という意味が込められている。
1997年、全日本総合バスケットボール選手権大会に初出場。
2000年に日本リーグに参加。
2004年を以って北陸電力バスケットボール部は休部した。

### 石川ブルースパークス
2004年、石川県バスケットボール協会が中心となってクラブ「石川籠球クラブ」を設立。北陸電力からチーム愛称「ブルースパークス」とともに譲渡を受ける。その年からの日本リーグも継続して参戦。
その後、石川県からNPO認証を受ける。
2006年にはbjリーグ参戦を控えた富山グラウジーズとも交流戦を行っている。
2007-08シーズンより日本リーグから新装されたJBL2に参加。
2009-10シーズンは準優勝した。
2013年に発足するナショナル・バスケットボール・デベロップメント・リーグ（NBDL）に新たな法人を設立して参入する予定だったが、ハードルが高いため断念し、さらに資金繰りも悪化したため同年限りで活動中止となることが発表された。
ラストシーズンは東地区最下位に終わり、競技活動終了。4月末日で運営母体のNPO法人が解散したが、その後同名の任意団体運営のクラブチームとして、石川県リーグから参加することになった。

#### 石川県クラブ連盟
2014年、北信越代表として2010年以来4年ぶりに全日本総合選手権に出場した。
2017年、全日本クラブ選手権で初優勝した。
2018年、この年新たに発足した地域リーグ（東海・北信越）に参戦。

## 成績

### JBL2
| 年度    | リーグ | 回 | レギュラーシーズン | レギュラーシーズン | レギュラーシーズン | セミファイナル               | セミファイナル               | ファイナル                   | ファイナル                   | 最終結果                     |
| 年度    | リーグ | 回 | 勝                 | 敗                 | 順位               | 勝                           | 敗                           | 勝                           | 敗                           | 最終結果                     |
| ------- | ------ | -- | ------------------ | ------------------ | ------------------ | ---------------------------- | ---------------------------- | ---------------------------- | ---------------------------- | ---------------------------- |
| 2007-08 | JBL2   | 1  | 8                  | 8                  | 4位                | 0                            | 1                            | ---                          | ---                          | 3位                          |
| 2008-09 | JBL2   | 2  | 7                  | 7                  | 5位                | ---                          | ---                          | ---                          | ---                          | 5位                          |
| 2009-10 | JBL2   | 3  | 15                 | 6                  | 2位                | 1                            | 0                            | 0                            | 1                            | 準優勝                       |
| 2010-11 | JBL2   | 4  | 11                 | 12                 | 5位                | 震災のためプレイオフ実施せず | 震災のためプレイオフ実施せず | 震災のためプレイオフ実施せず | 震災のためプレイオフ実施せず | 震災のためプレイオフ実施せず |
| 2011-12 | JBL2   | 5  | 11                 | 16                 | 7位                | ---                          | ---                          | ---                          | ---                          | 7位                          |
| 2012-13 | JBL2   | 6  | 5                  | 27                 | 東6位              | ---                          | ---                          | ---                          | ---                          | 東6位                        |

### 地域リーグ
*順位欄()内数字は参加チーム数
*CS:全日本社会人バスケットボール地域リーグチャンピオンシップ
| 年度 | リーグ       | 勝 | 敗 | 順位   | CS             |
| 2018 | 東海・北信越 | 4  | 2  | 3位(7) | 予選リーグ敗退 |
| 2019 | 東海・北信越 | 7  | 7  | 5位(8) | ---            |
| 2020 | 東海・北信越 | 3  | 4  | 7位(8) | ---            |

## 監督陣と選手
2013年活動停止当時

### 監督陣
- ヘッドコーチ:木下官
- アシスタントコーチ:小川修平
- ヘッドトレーナー:佐藤裕之
- トレーナー:河合甚敏
- トレーナー:藤本　武
- トレーナー:桶谷靖夫
- トレーナー:中村茂之
- トレーナー:島田亜由美
- マネージャー:樋高幹士
- マネージャー:瀧音早紀
- 事務・広報:池田佳史

### 選手
| No. | 名前               | P   | 生年   | 身長 | 体重 | 出身     | 前所属                 |
| --- | ------------------ | --- | ------ | ---- | ---- | -------- | ---------------------- |
| 1   | 日下秀峰           | F/C | 1975   | 190  | 92   | 富山県   | 筑波大学               |
| 4   | ウスマン・ンジャイ | C   | 1985   | 206  | 80   | セネガル | イカイ                 |
| 6   | 山田真輝           | F   | 1984   | 189  | 78   | 福井県   | 金沢大学               |
| 13  | 八坂啓太           | G   | 1987   | 186  | 85cm | 石川県   | 日本体育大学           |
| 14  | 笹川健二           | C   | 1987   | 193  | 90   | 石川県   | 金沢工業大学           |
| 15  | 宮村徹             |     | 1987   | 193  | 92   | 石川県   | 日本体育大学           |
| 16  | 北村欣也           | G   | 1986   | 179  | 70   | 石川県   | 順天堂大学             |
| 18  | 平岡明             | G   | 1988年 | 176  | 68   | 石川県   | 西野製作所             |
| 22  | 高井康大           | G   | 1989   | 183  | 78   | 石川県   | 金沢工業大学           |
| 24  | 高村和臣           | G/F | 1981   | 183  | 83   | 石川県   | 金沢工業大学           |
| 25  | 広瀬誠             | G   | 1990   | 172  | 72   | 石川県   | 立命館大学             |
| 27  | 東勝彦             | G   | 1987   | 172  | 69   | 石川県   | 富山グラウジーズ       |
| 31  | 宮崎裕之           | G/F | 1983   | 183  | 70   | 石川県   | 石川県立工業高校       |
| 55  | 田中祥平           | CF  | 1982   | 190  | 85   | 石川県   | 豊田合成スコーピオンズ |

## 過去の主な所属選手
- 小川修平
- 東良典
- 赤穂真
- 熊倉浩一
- 森澤智博
- ネイサン・ストゥープス
- 近内優樹
- 奥平貴也
- 三澤賢
- 宮元衛
- 金具芳樹
- 関塚直也
- 寺井友作
- 綿貫瞬